# 城南学園中学校・高等学校

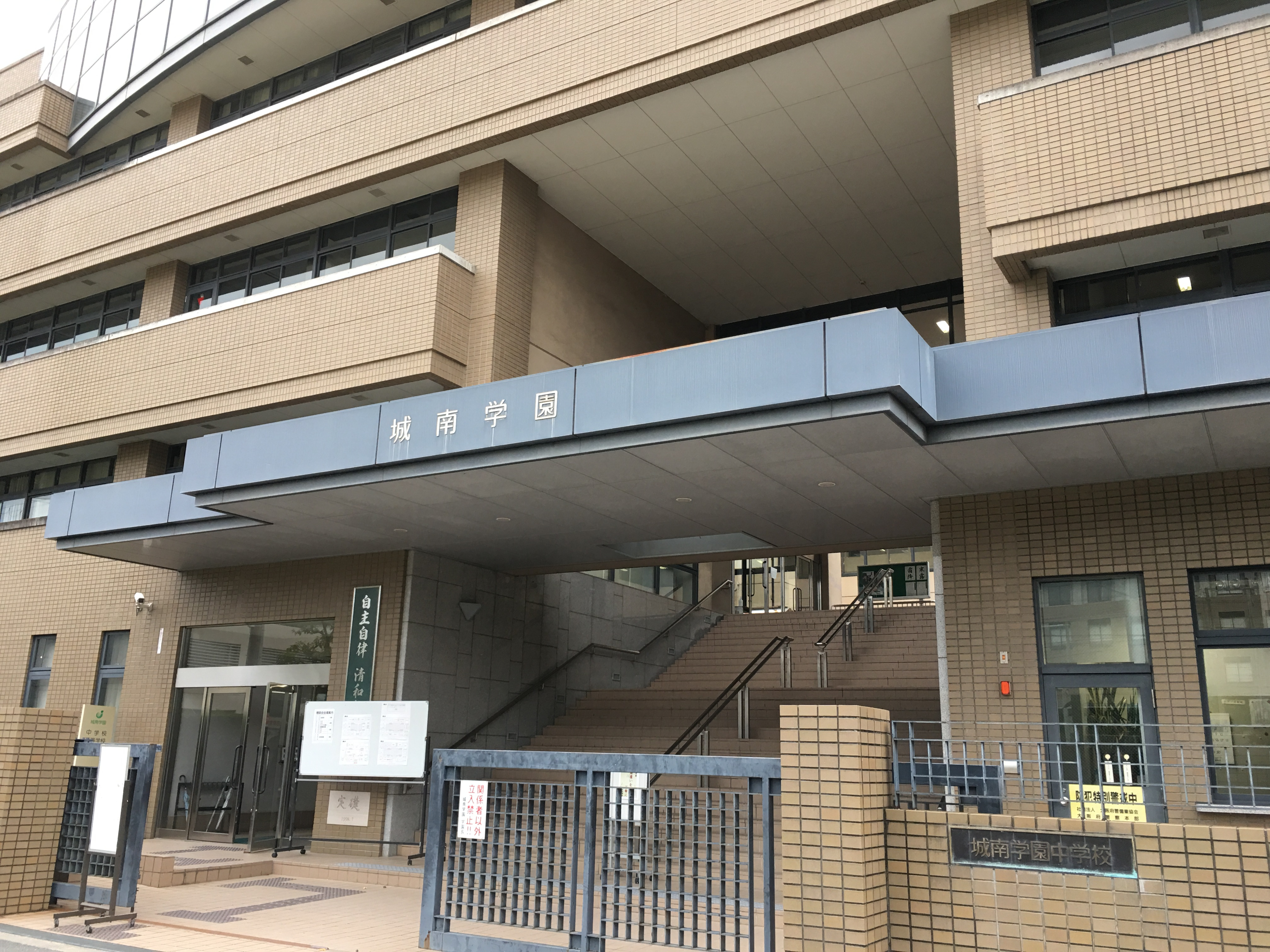
城南学園中学校

城南学園中学校・高等学校（じょうなんがくえんちゅうがっこう・こうとうがっこう）は、大阪府大阪市東住吉区照ヶ丘矢田二丁目にある私立中学校・高等学校。
学校法人城南学園が運営する女子校である。中学校では2学期制を採用している。

## 沿革
- 1935年 - 大阪鉄道、大鉄百貨店の女子従業員対象の教育機関として城南女子商業専修学校を開校
- 1944年 - 実業学校令により城南女子商業学校として発足
- 1946年 - 中学校令により城南高等女学校として発足
- 1947年 - 学制改革により城南学園中学校（新制）として発足
- 1948年 - 学制改革により城南学園高等学校（新制）として発足
- 1949年 - 城南附属幼稚園設立（現：城南学園幼稚園）
- 1950年 - 城南附属小学校設立（現：城南学園小学校）
- 1951年 - 財団法人から学校法人に改組
- 1965年 - 大阪城南女子短期大学設立
- 1985年 - 学園創立50周年記念式典挙行
- 1986年 - 短大第一学舎竣工
- 1989年 - 短大専攻科　福祉専攻開設 短大第三学舎竣工
- 1991年 - 総合体育館、幼稚園・小学校新校舎竣工　新制服を制定
- 1995年 - 学園創立60周年　河内長野グラウンド、セミナーハウス完成
- 1996年 - 学園シンボルマーク制定　社会福祉法人「城南福祉会」設立　在宅サービスステーション「博寿荘」開所
- 1998年 - 中高新校舎竣工
- 2000年 - 高校に「幼児教育・福祉コース」を新設　短大に人間福祉学科設立
- 2001年 - 特別養護老人ホーム「城南ホーム」開設　短大専攻科　幼児教育専攻開設
- 2002年 - 短大幼児教育科を総合保育学科に名称変更
- 2003年 - コース再編で「特進」「進学選択」「幼児教育・福祉」の３コース制に
- 2004年 - 特進一貫コースがスタート(中学校)
- 2005年 - 学園創立70周年
- 2006年 - 大阪総合保育大学開学
- 2008年 - 子ども総合保育センター開設
- 2010年 - 大阪総合保育大学大学院（児童保育研究科）開設
- 2011年 - 高校に「特進アドバンスコース」新設　総合保育研究所 開設
- 2012年 - 大阪総合保育大学大学院（児童保育研究科　博士後期課程）開設　城南学園小学校、城南学園幼稚園に校名変更
- 2013年 - 高校に「教育特進コース」新設　短大に介護福祉士実務者学校（通信課程）開設
- 2015年 - 学園創立80周年　高校に「進学スタンダードコース」新設
- 2016年 - 高校に「看護特進コース」新設　城南学園保育園 開設
- 2023年 - バレーボール部が 第75回春の高校バレー に初出場

## 学科
- 高等学校

＊特進 Ⅰ 類
＊特進 Ⅱ 類
＊特進看護系
＊幼児教育・福祉
＊進学スタンダード
- 中学校

## 部活動
文化部
- 吹奏楽部
- 軽音楽部
- 茶道部
- 華道部
- クッキング部
- マンガ部
- 美術部
- 競技かるた部
- 書道部
- パソコン部
- 音楽部
- ヒューマンクラブ

運動部
- ダンス部
- ソフトテニス部
- テニス部
- 空手道部
- バレーボール部
- バスケットボール部
- 陸上部
- ハンドボール部
- 弓道部
- 器械体操部
- 水泳部

バレーボール部は2022年度第75回春の高校バレーに初出場を決めた。

## 交通・アクセス方法
- 近鉄南大阪線「矢田駅」（最寄り）
- 大阪シティバス・湯里6丁目バス停など